# Sven Jaschan
Sven Jaschan (* 29. April 1986) ist ein deutscher Informatiker, Hacker und IT-Sicherheits-Experte.
Jaschan entwickelte im Jahr 2004 die Computerwürmer Netsky und Sasser in verschiedenen Versionen. Netsky war nicht mit schädlichen Programmfunktionen ausgestattet, sondern schloss Sicherheitslücken auf Windows-Rechnern und entfernte andere Schadprogramme. Der Wurm war nicht als Malware im eigentlichen Sinne, sondern als Helpful Worm (Nematode) konzipiert. Jaschan sah die Bekämpfung der anderen Würmer, die damals weltweit die Nachrichten beherrschten, als Wettkampf an. Eine Cyberattacke, Datendiebstahl oder Sachbeschädigung hatte er nicht geplant. Später folgte der Wurm Sasser, der auch als Nematode konzipiert war, aber eine Schadfunktion enthielt, die den Rechner herunterfahren konnte.
Durch die unkontrollierte Verbreitung verursachten Jaschans Programme und deren Derivate in der Folge laut Angaben des Unternehmens Sophos bis zu 70 % aller gemeldeten Malware-Infektionen des Jahres 2004. Jaschan hatte das Ausmaß und die Folgen der unkontrollierten Verbreitung im Vorfeld falsch eingeschätzt. Die Überlastungen und die Ausfälle von Systemen und Netzwerken hatten weltweite Schäden verursacht, die auf insgesamt etwa 49,4 Milliarden US-Dollar geschätzt wurde. Ein unbekannter Teil dieser Schadenssumme wurde von Nachahmer-Derivaten verursacht, die nicht von Jaschan selbst geschrieben wurden. Im Juli 2005 wurde er von einem Jugendgericht wegen Computersabotage und Datenveränderung zu einer Bewährungsstrafe verurteilt.
In den folgenden Jahren etablierte sich Jaschan in der Branche als anerkannter Experte für IT-Sicherheit. Mittlerweile leitet er verschiedene Online-Angebote.

## Leben
Sven Jaschan besuchte 2004 eine Berufsfachschule für Informatik, lebte in Waffensen bei Rotenburg (Wümme) und war damals 17 Jahre alt. Vor den Vorfällen mit Netsky und Sasser galt er als unauffälliger Schüler, der sich neben Informatik aktiv für Fußball begeisterte. Als im Januar 2004 der Computerwurm Mydoom weltweites Aufsehen erregte, begann Jaschan sich ebenfalls für Malware zu interessieren. Es imponierte ihm, dass ein kleines Computerprogramm weltweit die Schlagzeilen beherrschen konnte. Zudem war er von den Möglichkeiten einer möglichst effizienten Verbreitung fasziniert.

„Ich wollte etwas erschaffen, das größer wird und sich verbreitet. Das hat mir ein gutes Gefühl gegeben.“

### Krieg der Wurmautoren

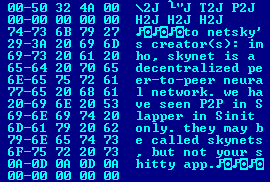
Hexdump des Computerwurms Mydoom.G,
mit einer Nachricht an Sven Jaschan

Ursprünglich sollte Jaschans erster Wurm als Nematode dienen und Mydoom und Bagle bekämpfen. Die Folge war eine mehrwöchige Cyberschlacht zwischen international tätigen Malwareautoren, bei der es darum ging, die fremden Würmer zu löschen oder von ihnen geöffnete Hintertüren zu schließen oder selbst auszunutzen. Teilweise ließen sich die Programmierer in ihren Programmcodes gegenseitig Nachrichten zukommen. Im Code von Mydoom.G wurde Sven Jaschan, dessen Identität zu diesem Zeitpunkt noch nicht bekannt war, beispielsweise ausgerichtet, dass der Name „Netsky“ ein übertriebener Euphemismus sei. Einem Vergleich mit dem „Skynet“ aus den Terminator-Filmen könnten nur Würmer wie Sinit oder Slapper standhalten, da sie peer-to-peer-Netzwerke errichten. Im Code des Wurms Bagle.J hieß es: „Hey, NetSky, don't ruine our business, wanna start a war?“ Die folgenden Versionen von Bagle enthielten weitere Nachrichten an den Skynet-Autor, die meist vulgär und beleidigend waren. Jaschan kommentierte dies mehrmals auf eher gelassene Art, beispielsweise schrieb er im Code von Netsky.F: „Skynet AntiVirus – Bagle – you are a looser!!!!“
Der Schlagabtausch zog sich über zwei Monate hin, die Presse sprach von einem „Krieg der Virenprogrammierer“. Im Quelltext der Wurmvariante Netsky.K, die Ende März 2004 in Umlauf geriet, kündigte Jaschan das Ende seiner Aktivitäten an. Er lobte die Arbeit von Antivirus-Firmen, forderte sie aber dazu auf, ihre heuristischen Scans zu verbessern.

### Karriere
Jaschan wurde am 1. September 2004 von der deutschen IT-Sicherheitsfirma Securepoint als Sicherheitsberater und Software-Entwickler eingestellt. Das stieß bei der deutschen Firma Avira, einem Hersteller von Antivirussoftware, auf starkes Missfallen. Daher beendete Avira am 23. September 2004 offiziell die Zusammenarbeit mit Securepoint. Jaschan arbeitete für drei Jahre bei Securepoint. Ab 2009 war er als Software-Entwickler bei der e.velope GmbH tätig. Dort war er überwiegend mit dem Design von Online-Medien beschäftigt. In der Folge arbeitete er freiberuflich als Webentwickler bei verschiedenen Projekten.
Seit 2016 ist Sven Jaschan der Geschäftsführer eines IT-Dienstleisters. Anfang 2018 übernahm er zusätzlich die Leitung von zwei weiteren Webprojekten für Funding und Gutschein-Verteilung.

## Malware

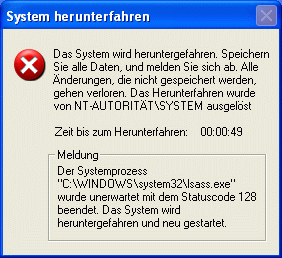
Herunterfahren des Systems durch Sasser

Sven Jaschan programmierte im Jahr 2004 zwei Computerwürmer, von denen er in der Folge noch mehrere weitere Versionen erstellte. Beide Würmer waren in C++ geschrieben und nutzen Windows-Rechner als Wirtssystem. Netsky war ein E-Mailwurm, der Mydoom als Vorbild hatte. Sasser nutzte zu seiner Verbreitung unter anderem eine Programm-Schwachstelle im Sicherheits-Authentifizierungsserver LSASS aus. Microsoft hatte bereits einen Patch (MS04-011) veröffentlicht, der das Exploit im LSASS-Dienst schloss. Doch viele Unternehmen und Einzelpersonen hatten ihn nicht installiert.
Netsky verbreitete sich ab dem 16. Februar 2004. Netsky sollte Mydoom bekämpfen, entwickelte sich dabei aber selbst zu einer kostspieligen Plage. Sasser verursachte ab dem 13. April im Lauf des Jahres 2004 mit über 30 Varianten und mehrfachen Ausbrüchen ebenfalls weltweit hohe Schäden. Die meisten Varianten wurden nicht von Jaschan selbst programmiert, sondern von Trittbrettfahrern. Teilweise konnten diese Nachahmer identifiziert werden. Ein bekannter Wurm namens Phatbot upgradete Sasser auf eine neue Version und nutzte ihn dann zur eigenen Verbreitung, was eine weitere Schadenswelle zur Folge hatte.
Obwohl Jaschans Computerwürmer trotz viralen Verhaltens zumindest teilweise eindeutig als „Malwarebekämpfungsprogramme“ konzipiert waren, wurde er 2004 in der Presse überwiegend als „Black-Hat-Hacker“ bezeichnet. Ihm wurde vorgeworfen, dass ihm durch die Berichterstattung in den Nachrichten zeitnah klargemacht wurde, dass seine Programme verheerende Auswirkungen hatten. Trotzdem setzte er seine Tätigkeiten weiter fort. Zumindest der zweite Wurm namens Sasser war eindeutig nicht nur als Nematode, sondern auch als Schadprogramm im eigentlichen Sinne konzipiert. Er konnte das System herunterfahren und somit Datenverluste verursachen.

### Juristische Folgen
Eine Woche nach seinem 18. Geburtstag wurde Jaschan als Urheber von Netsky und Sasser ermittelt. Der Softwarekonzern Microsoft hatte für Hinweise auf den Urheber von Sasser eine Belohnung von 250.000 US-Dollar ausgesetzt. Daraufhin meldeten sich einige Schulkameraden, die Mitwisser waren, bei der Polizei. Am 7. Mai 2004 wurde Jaschan vorübergehend zum Verhör festgenommen. Gegenüber der Polizei zeigte er sich geständig und berichtete detailliert über seine Aktivitäten in den letzten drei Monaten.
Nach der Anklage drohten ihm bis zu fünf Jahre Freiheitsstrafe. Er wurde der Computersabotage und der illegalen Datenveränderung für schuldig befunden. Jaschan wurde als Minderjähriger angeklagt, weil er die Schadprogramme noch vor seinem 18. Lebensjahr entwickelt hatte. Diese Entscheidung war strittig, da ihm nachgewiesen werden konnte, dass er auch noch am 29. April 2004, seinem 18. Geburtstag, Malware freigesetzt hatte. Allgemein ging man bei Jaschan von einer vorteilhaften Sozialprognose aus. Weitere Straftaten befürchtete man bei ihm nicht. Er stammte aus gefestigten Verhältnissen und galt als sehr fähiger Informatiker mit beruflicher Zukunft.
Bei der geschlossenen Verhandlung waren keine Pressevertreter zugelassen. Eine Sprecherin des Landgerichts gab in einem Telefoninterview gegenüber den Medien an, dass Jaschan die Anklage in vollem Umfang anerkannte und während des Prozesses seine bei der Polizei gemachten Aussagen nochmal bestätigte. Die Anklageschrift listete 142 kleinere und große Unternehmen auf, die Schadensfälle durch Jaschans Malware gemeldet hatten. Darunter waren die Delta Airlines Inc. und die Deutsche Post AG. Obwohl Sicherheitsexperten und Presseberichte von Schäden in Milliardenhöhe sprachen, war in der Anklageschrift lediglich von rund 155.000 US-Dollar die Rede. Die Staatsanwaltschaft berücksichtigte nur die Schadensersatzforderungen, die bis zu diesem Zeitpunkt beim Gericht in Verden eingereicht wurden. Laut Staatsanwalt Helmut Trentmann hatte keines der großen börsennotierten Unternehmen, die sicherlich betroffen waren, eine Klage eingereicht.
Am Freitag, dem 8. Juli 2005, wurde er in erster Instanz vom Jugendschöffengericht des Landgerichts Verden zu 21 Monaten Haftstrafe auf Bewährung verurteilt. Nach der Revision lautete das Urteil rechtskräftig auf drei Jahre, die ebenfalls zur Bewährung ausgesetzt wurden. Zusätzlich musste er 30 Stunden gemeinnützige Arbeit in einem Altersheim leisten.

## Weitere Entwickler von Schadprogrammen
- Chen Ing-Hau entwickelte das Computervirus CIH
- Onel de Guzmán entwickelte den Computerwurm Loveletter
- Robert Morris entwickelte den Morris-Wurm
- Chris Pile entwickelte das Computervirus Pathogen
- Rich Skrenta entwickelte das Computervirus Elk Cloner